# Оскар Блюмм
Оскар Блюмм (нім. Oskar Blümm; 26 червня 1884, Цвізель — 12 грудня 1951, Урсберг) — німецький воєначальник, генерал-лейтенант вермахту. Кавалер Лицарського хреста Залізного хреста.

## Біографія
22 вересня 1905 року поступив на службу в Баварську армію. Учасник Першої світової війни. Після демобілізації армії залишений у рейхсвері. З 26 серпня 1939 по 26 вересня 1941 року — командир 57-ї піхотної дивізії. Учасник Польської і Французької кампаній, а також німецько-радянської війни, включаючи бої під Полтавою і Харковом. В жовтні 1941 року відправлений у резерв фюрера. З 10 квітня по 10 жовтня 1942 року — знову командир 57-ї піхотної дивізії, після чого знову відправлений у резерв. В листопаді 1942 року призначений командиром 407-ї дивізії. В 1944 році запобіг запланованому СС примусовому переселенню мешканців Урсберга (серед яких були сотні інвалідів) і передав місто під контроль вермахту. 1 квітня 1945 року захворів і 26 квітня потрапив у полон. В 1947 році звільнений.

## Вшанування пам'яті
13 травня 1997 року під час дебатів у бундестазі щодо виставки, присвяченої вермахту, Теодор Вайгель високо оцінив дії Блюмма щодо порятунку інвалідів в Урсбергу.

## Нагороди
- Медаль принца-регента Луїтпольда
- Залізний хрест
  - 2-го класу (28 вересня 1914)
  - 1-го класу (14 березня 1916)
- Медаль «За відвагу» (Гессен) (3 жовтня 1914)
- Орден «За заслуги» (Баварія) 4-го класу з мечами і короною (22 лютого 1917)
- Почесний хрест ветерана війни з мечами (15 лютого 1935)
- Медаль «За вислугу років у Вермахті» 4-го, 3-го, 2-го і 1-го класу (25 років) (2 жовтня 1936)
- Медаль «У пам'ять 13 березня 1938 року»
- Медаль «У пам'ять 1 жовтня 1938»
- Застібка до Залізного хреста
  - 2-го класу (6 жовтня 1939)
  - 1-го класу (24 вересня 1939)
- Сертифікат Пошани Головнокомандувача Сухопутних військ Вермахту (22 вересня 1941)
- Лицарський хрест Залізного хреста (23 листопада 1941)